# Мальчик, который плавал с пираньями
«Мальчик, который плавал с пираньями» — детская книга английского писателя Дэвида Алмонда, вышедшая в 2012 году в издательстве «Walker Books».

## Краткий сюжет
В книге речь идёт о мальчике Стэнли, который убегает из дома и присоединяется к цирку.

## Критика
В обзоре издания «BookTrust» написано: «Это радостная и тёплая история самопознания, полная сюрреалистических сказочных штрихов, прекрасно сопровождаемая причудливыми иллюстрациями Оливера Джефферса».
«The Guardian» написала: «Алмонд устроил цирковую сказку с острыми ощущениями, разливами и всем весельем на ярмарке».
Издательство «Weekly» назвало его «Смелым, творческим и забавным», а в обзоре «Kirkus Reviews» было написано: «Чудесный философский уклон Алмонда, приземлённый юмор, прекрасное использование языка и красочные персонажи заставляют читателей плыть по течению. Скупые мультяшные карандашные наброски Джефферса идеально подходят к волшебной сказке».
Книга «Мальчик, который плавал с пираньями» была включена в шорт-листе премии «Blue Peter Book Award» 2013 года за лучший рассказ и в шорт-листе премии «Guardian Children's Fiction Prize 2013 года».